# ポートロワイヤルの戦い (1710年)
ポートロワイヤルの戦い（英：Battle of Port Royal）またはアカディア征服は、イギリスの正規兵、およびイギリス入植地の総督フランシス・ニコルソンの指揮下にある現地兵と、ダニエル・ドージェ・ド・スーベルカスの指揮下にあるアカディア駐屯兵との間で、アカディアの首都ポート・ロワイヤルで、1710年10月5日から13日まで行われた戦いである。イギリスはこの包囲戦に勝利し、アカディアの半島部分を自国のものとして、ノバスコシアと改名した。これは、イギリスが、初めてフランスの入植地域を、自らの支配下におさめた戦いでもあった。フランスの降伏の後、イギリスは首都の要塞を占領し、ヨーロッパの戦争で要塞を奪った時のような、華々しい儀式を展開した。
この戦いは、アン女王戦争期間中に、イギリスが3度アカディアの首都を奪おうと試みて、やっと達成されたものであり、その後の50年間に重大な意味を持たせることになった。また、1711年から1713年にかけての、条約による交渉は、新たな問題が作りだされるもとともなった。ノバスコシアに入植地を新しく建てることで、アカディアに留まり続けようとするアカディア人とミクマク族 の将来に関して、大きな問題点が生じたのである。
アカディア征服は、カナダという国家の歴史の根幹をなすものでもあった。イギリスによるルイブール、そしてケベックの征服の先駆となり、北アメリカのフランスの権力をことごとく終結させる、その前兆となった。

## アカディアをめぐる争い
ポートロワイヤルは、フランス人がカナダに初めて入植を始めた1604年ごろから、アカディア・フランス入植地の首都であり、その結果、18世紀には、イングランドとフランスの入植者との間での争いの舞台となった。1613年にはサムエル・アーゴール率いるイングランド軍の襲撃により破壊されたが、結局再建された。1690年には、マサチューセッツ湾植民地により、ポートロワイヤルを奪われたものの、ライスワイク条約でフランスに返還された。
1702年のスペイン継承戦争の勃発で、両国の入植者たちは、再び戦闘への準備を始めた。アカディアの総督であるジャック＝フランソワ・ド・モンベトン・ド・ブロイヤンは、戦争が起きるのを見越して、1701年に、石と土の要塞を築きはじめ、1704年には、その要塞はおおかた完成していた。1704年2月の、フランスによるマサチューセッツ辺境のディアフィールド奇襲が起き、ボストンのイギリス系入植民は、その年の5月にアカディア襲撃を計画した。ベンジャミン・チャーチに率いられたマサチューセッツの入植者たちは、アカディアのグランプレと他の町をも襲撃した。チャーチが、アカディアへの襲撃をしたかどうかについて、イングランドとフランスの話は食い違った。チャーチ自身の説明によれば、アカディアの港に停泊してから、襲撃を考えたが、結局は中止を決めたと述べた。フランス側は、小さな襲撃があったと述べた。

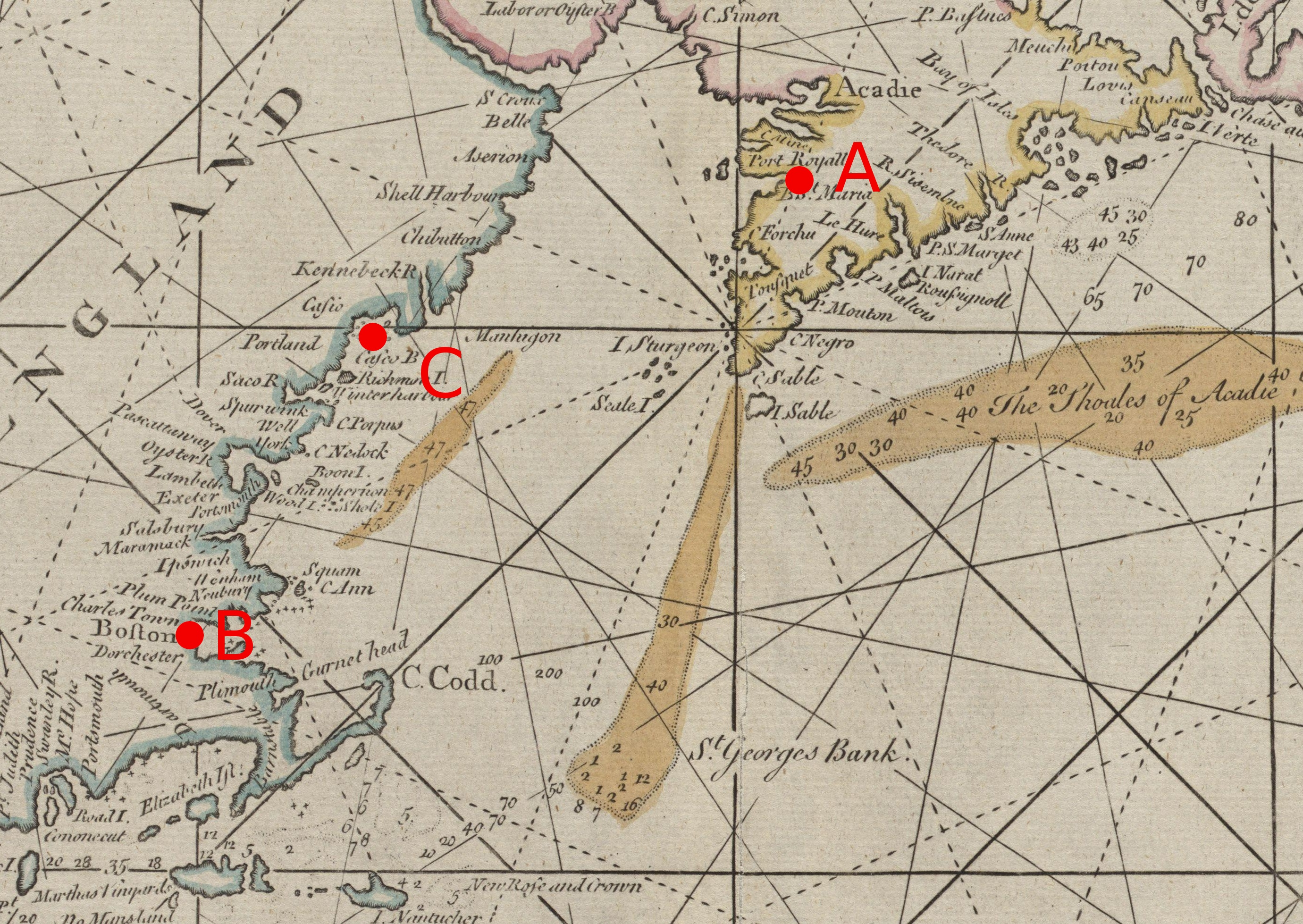
1713年、ユトレヒト条約以降の北アメリカ東海岸。
A‐ポートロワイヤル（アナポリス）、B‐ボストンそしてCがカスコ湾。イギリスがポートロワイヤルを自国領としたことで、東海岸の制海権が大きくなった。

1706年に、ダニエル・オージェ・ド・スーベルカスがアカディアの総督になった。スーベルカスはイングランドに対して攻撃的であり、先住民の、ニューイングランドへの襲撃を奨励した。また、ポートロワイヤルを拠点に、イングランド植民地への輸送船を私掠することも勧めた。私掠はかなりの効果を上げた。グランドバンクのイングランドの漁船団は、1702年から1707年までの間に80パーセントも減った。そして、沿岸部のイングランドの入植地は襲撃された。

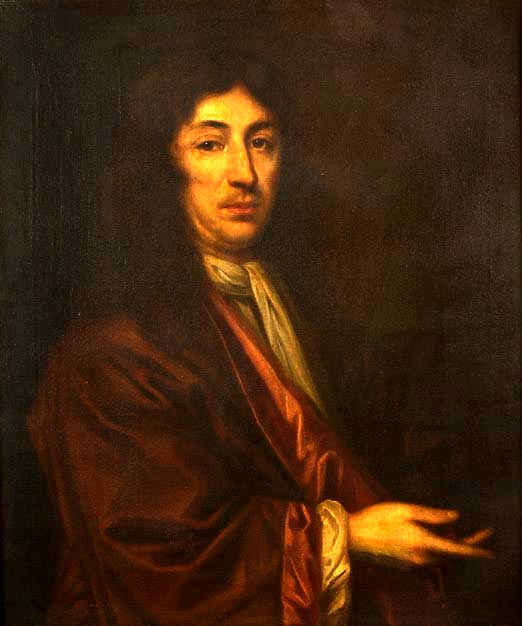
ジョセフ・ダドリー総督

ボストンのイングランド商人は、ポートロワイヤルと長く取引があり、うち一部は、戦争が起こった後も、違法に活動を続けていた 。しかし、交易活動が戦争により痛手を受け、他の商人たちが違法行動に声を上げ始め、フランスと先住民の襲撃に手を打てない当局に対して暴動が発生した。マサチューセッツ湾入植地の総督であるジョセフ・ダドリーは、イギリス本国に、支援を何度も要求したが、その支援は本国には何ら見返りのないものだった。ダドレーはついに、違法商業活動の共犯という非難を受け流すため、自主的に行動を起こすことにした。1707年の春、ダドレーはポートロワイヤルへの遠征隊を組織した。ポートロワイヤルの奪還目的の遠征で、数の上では優勢だったが、遠征も、非難をかわすことも失敗に終わった。その理由はさまざまである。

## ポートロワイヤルへの遠征

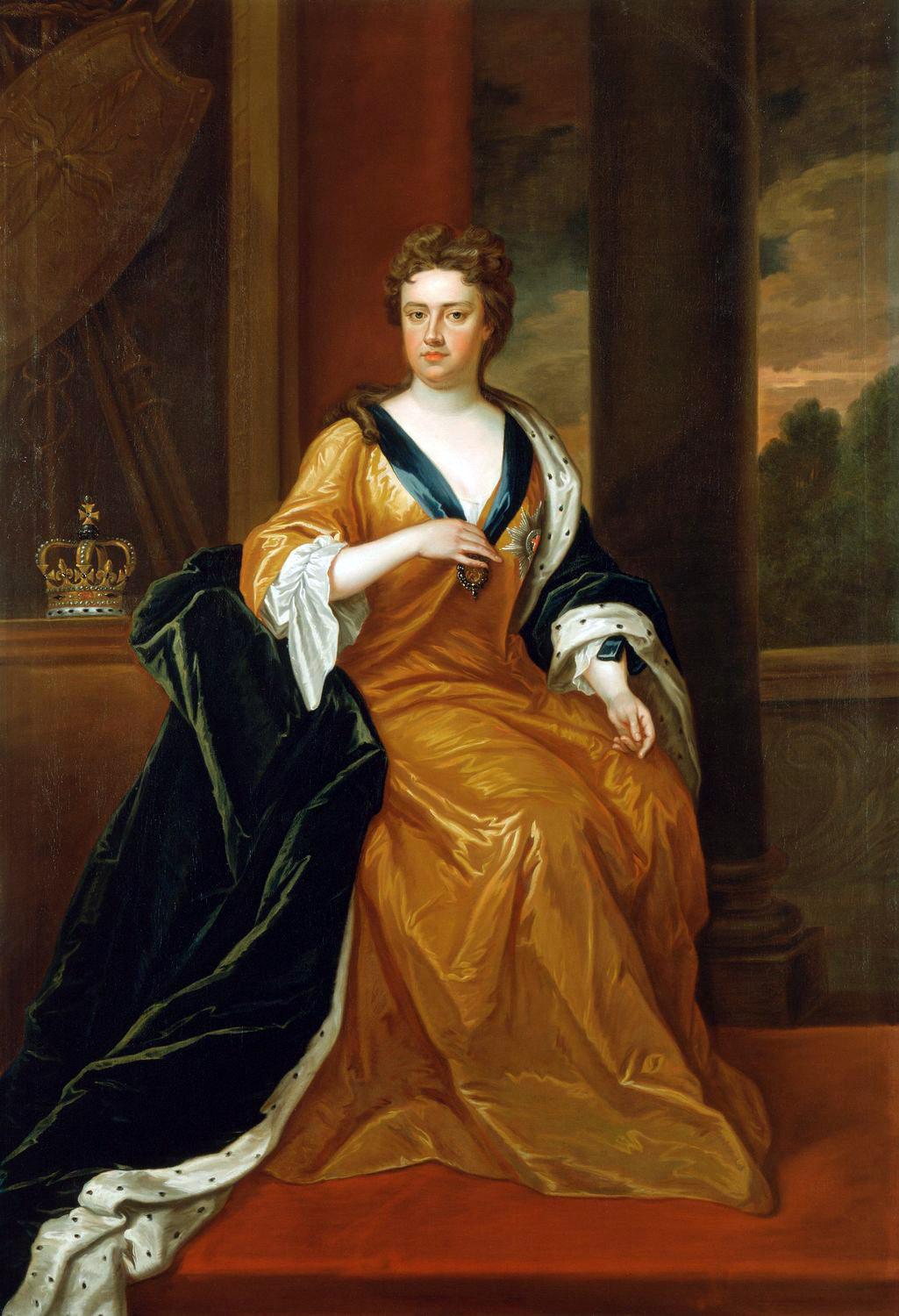
アン女王

その後何年間か、フランスは、ポートロワイヤルに大きな支援はできなかった。一方でイギリスは、北アメリカで起こるであろう戦争のために、兵士を増員し、より組織化された軍を派遣した。スコットランド出身で、入植地とのつながりもある実業家サムエル・ベッチが、1708年にロンドンに出向いて、ヌーベルフランスを征服するための軍事的援助を、アン女王に陳情した。1709年、この、アカディアとカナダをすべて制圧する「大いなる事業」を女王は認可したが、約定したはずの支援が実現せず、この計画は頓挫した。ベッチと、イングランド人で、かつてメリーランドとバージニアで総督を務め、その後本国に戻ったフランシス・ニコルソンとは、再び女王に支援を要請した。2人は4人の先住民の族長と行動を共にしており、この族長たちは、ロンドンで注目の的となっていた。ニコルソンとベッチは、植民地の利益のために、ポートロワイヤルへのイギリス軍の支援について、うまく女王を説き伏せた。

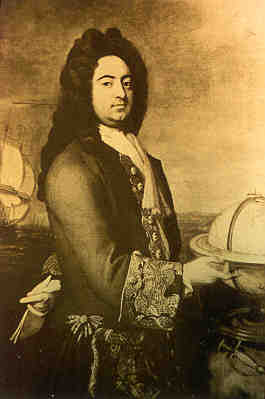
フランシス・ニコルソン

1710年の7月15日、ボストンに到着したニコルソンは、アン女王から「ノバスコシアの、ポートロワイヤル制圧のための遠征に雇われた、すべての、様々な軍の総司令官、そして総督」という長い肩書をもらっていた。イングランドから連れて来た400人の海兵隊員のほかに、ニューイングランドの4つの植民地では民兵を募集していて、マサチューセッツ湾で900人、ロードアイランドで180人、コネチカットで300人、そしてニューハンプシャーで100人の民兵が集まった。植民地の兵も、イギリス海軍の、清教徒の士官ポール・マスカレンから、包囲戦の技術について教わっていた。イロコイ族の部隊も、遠征の斥候として召集された。そして9月29日、36隻の輸送船と、2隻の臼砲艦、そして5隻の軍艦から成る艦隊が出港した。ファルマス（en:HMS Falmouth (1708)）とドラゴン（en:HMS Dragon (1647)）の2隻はイングランドから派遣されたもので、フィーバーシャム（en:HMS Feversham (1696)）とローウェストフトはニューヨークから、既にボストンに配置されていたチェスター（en:HMS Chester (1708)）と合流した。ニコルソンは、ポートロワイヤルまでの航海の難所であるディグビー・ガットへの対処のため、艦隊の先頭にチェスターを入れた。

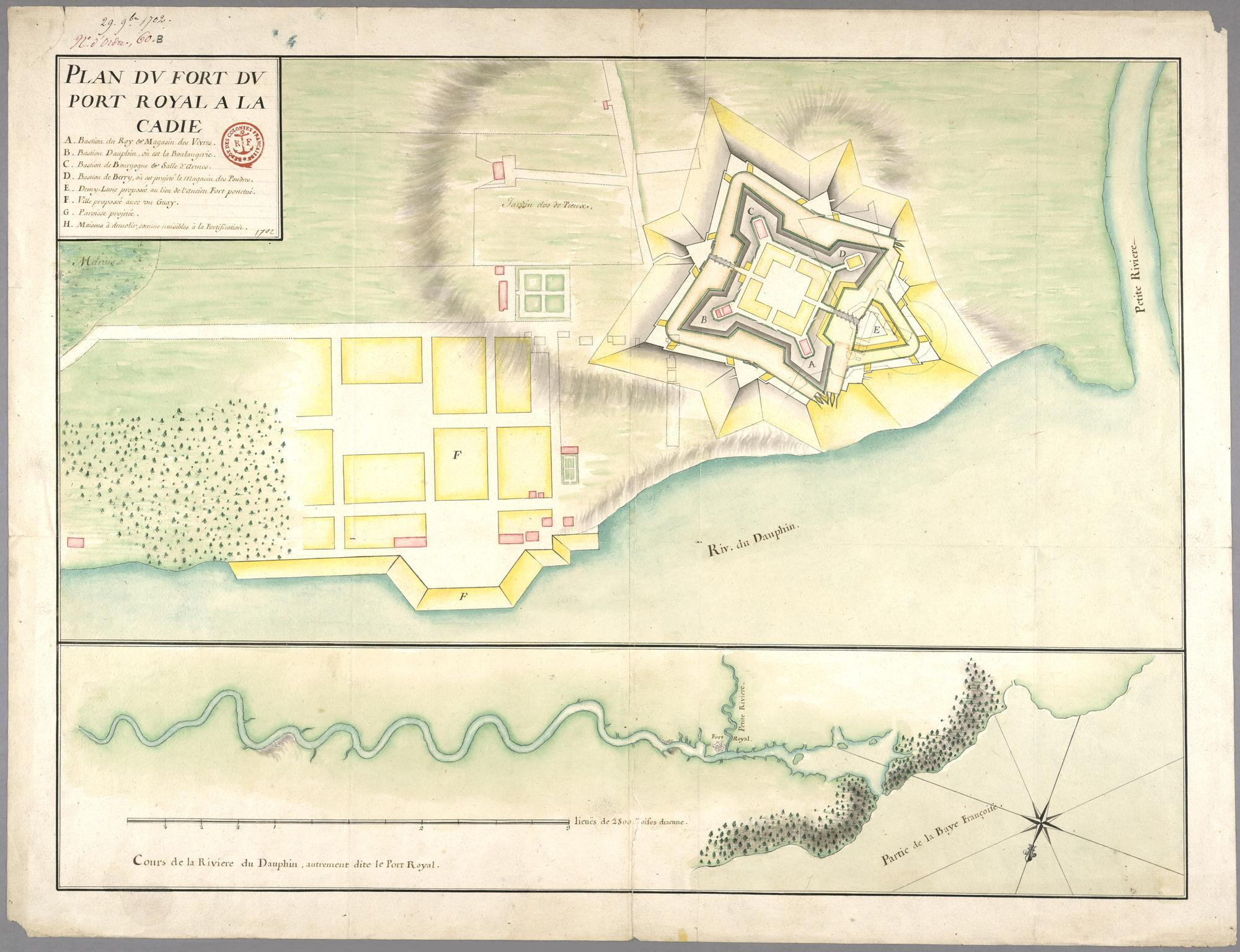
1702年当時のポートロワイヤルの図

ポートロワイヤルは、300人の部隊が守っていたが、兵の多くは、フランス本国で召集され、あまりきちんとした訓練を受けていない者たちだった。ダニエル・ドージュ・ド・スーベルカスは、1707年の戦い以来、防御の改善や、防弾機能のある火薬庫や兵舎の建造、相手の攻撃に対して、視界の邪魔になる樹木を川岸から取り払うなどの策を取っていた。スーベルカスは、海上の戦力となる新しい船も作っており、ニューイングランドの漁業や船に対して、莫大な効果を上げている私掠船も雇っていた。この私掠船の捕えた捕虜たちから、1708年、そして1709年にも、ポートロワイヤルへの新たな攻撃が、引き続き計画されているという情報を入手していた。

## 戦闘
北に進んでいたイギリス艦隊は、チェスターの艦長であるトマス・マシューズの派遣した船と出会った。その船には、フランス入植地の駐屯地から脱走した兵たちが乗っており、彼らによると、フランス兵のモラルは極めて低いということだった。輸送船の1隻を先頭にして、ディグビー・ガットに入ると、岸にいたミクマク族の一団から砲弾が発射された。艦隊は砲撃を返した、どちらにも死傷者は出なかった。10月5日、主力のイギリス艦隊が、ポートロワイヤルの10キロほど南にあるゴート島に到着した。その午後、輸送船シーザーが、アナポリス川に入ろうとしていて座礁し、ついには岩礁に押し流された。これで、艦長と、乗組員何人かと、兵士が23人犠牲になった。いっぽうで、難を逃れた指揮官と25人ばかりの兵が、苦心惨澹しながら沿岸を進んでいた。

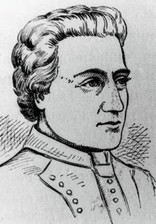
アカディア総督ダニエル・オージェ・ド・スーベルカス

翌10月6日、イギリスの海兵隊が、要塞と町の南北からそれぞれ上陸を開始した。北の方の軍は、大佐のベッチが率いる、ニューイングランドの4つの連隊だった。ニコルソンは、それ以外のニューイングランドの軍をはじめとする、南の軍の指揮官だった。上陸は大事もなく行われた。要塞から弾が飛んで来たが、艦隊の臼砲艦からの砲撃が、それに応えるべく長距離を飛んで行った。後世の記述では、ベッチが分遣されたのは、戦略上の一環であるといわれているが、その当時の記述によれば、ベッチは、ニコルソンとは関わりなく、思い通りにやりたかったのだとされている。また、当時の記述はどれも、ベッチは、要塞の弾が届くところには、戦闘が終わってから足を運んだとなっている。要塞から、アランズクリークを横切った泥だらけの場所で、ベッチは臼砲を発射しようとしたが、相手方の砲火により退却させられた。南の方の軍は、要塞の外で、ゲリラ戦法による反撃に遭った。アカディア人と先住民が、携帯用の銃を建物や森の中から発砲していた。加えて、要塞からまた弾が発射され、イギリス兵3人が死んだ。しかし、ゲリラ軍は、イギリス軍を南岸にとどめておくことはできなかった。当のイギリス軍の野営地は、要塞から370メートルしか離れていなかった。
その翌日から4日の間、イギリス兵は大砲を陸に揚げ、野営地に運んだ。要塞からの砲撃も、要塞の外のゲリラ軍の戦闘も続いており、要塞内部では、臼砲艦による毎晩の長距離砲で、大混乱だった。野営に運び込まれた新しい大砲も、発射される機会をうかがっていた。10月10日、スーベルカスは、交渉のため士官を、イギリス陣営に派遣したが、交渉は出だしからつまずいた。その士官は、事前に、鼓手が太鼓を鳴らして到着を知らせるという手続きを踏んでおらず、軍の礼儀作法をわきまえている使者を改めて送ることになった。そしてイギリス軍はなおも包囲を続けた。
10月12日、イギリス軍の塹壕は前の方に移動し、要塞から300フィート（91メートル）の距離の大砲が砲弾を放った。ニコルソンは、スーベルカスに降伏するように要求し、交渉が再開された。この日の夜までに、関係者は降伏の条件に関して合意し、翌日正式に署名される運びとなった。ポートロワイヤルの駐屯部隊は「兵器に荷物、太鼓の音、ひるがえる軍旗」と共に、要塞を去る許可を与えられた。イギリス軍は駐屯兵たちをフランスまで送り届けることになり、また、現地の入植者の保護のために、降伏文書の中で条件を明記した。それは「要塞の大砲の射程内の居住者」は、自らが望むのであれば、向こう2年間にわたり財産を確保できること、イギリス国王に忠誠を誓えば、イギリス臣民の待遇が与えられるというものだった。

## イギリス領ノバスコシアへ

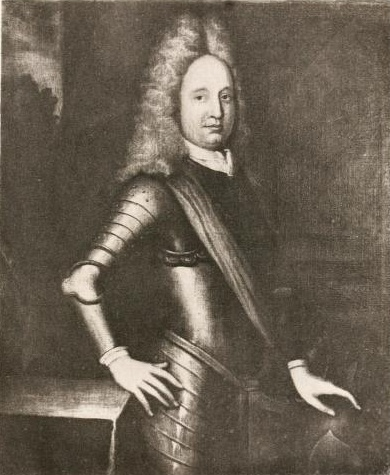
ノバスコシア初代総督サムエル・ベッチ

イギリス軍は、10月16日の式典の後、正式にポートロワイヤルを自国領とした。アン女王に敬意を表してアナポリス・ロイヤルと改名され、サムエル・ベッチはノバスコシアの新総督となった。
翌年、アナポリス・ロイヤルを取り戻そうという動きが起きた。イギリス兵が待ち伏せで襲撃されたブラッディクリークの戦いの後、ベルナール・アンセルム・ダバディ・ド・サンキャスタンが200人のアカディア人と先住民兵を率いて要塞包囲に出たが、失敗した。

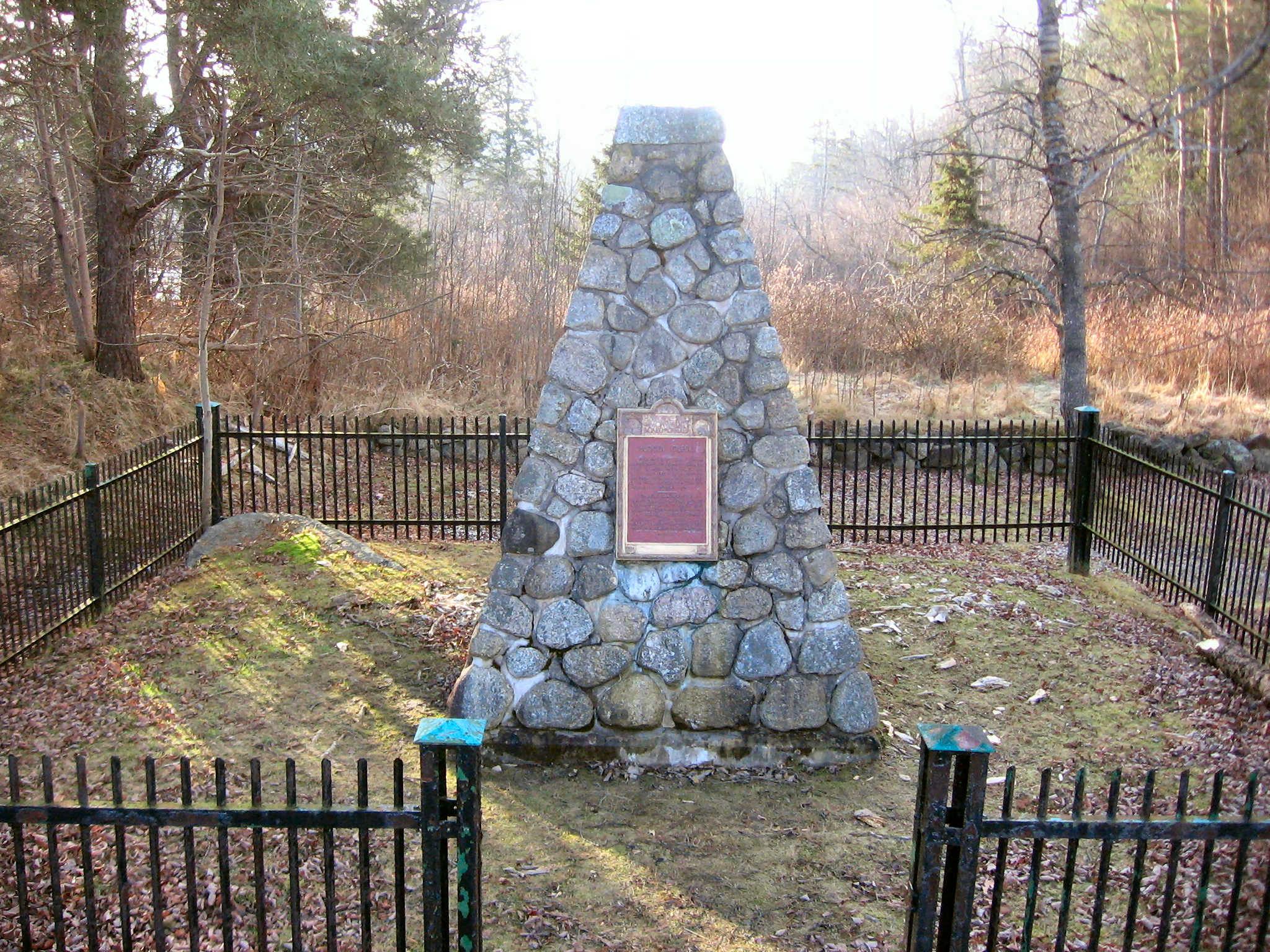
ブラッディクリークの戦いの記念碑

ポートロワイヤルの占領は、アカディア半島でのフランス支配の終焉を意味した。そして、この地域の支配をめぐっての争いは、イギリスが七年戦争（フレンチ・インディアン戦争）を制覇するまで続くことになる。アカディアの地位は、交渉の中でもより議論を呼び、ユトレヒト条約にまでもつれ込み、もう少しで、別の新たな戦争が起こるところだった。フランスはアカディアを取り戻せなかったものの、サンジャン島（現プリンスエドワード島）とケープ・ブルトン島は維持できた。この2つは、大西洋の漁場を確保する意味で重要な存在だった。
イギリスの征服により、アカディアの人々は今までとは異なる立場に置かれた。イギリスは、何度もイギリス国王への忠誠を要求したが、アカディア人は、フランスに対して武器を取ることを意味する、イギリスへの忠誠を拒否し、中立を宣言した。その次の10年間で、このことで、または他の理由で何百人ものアカディア人がノバスコシアの半島を去って行った。彼らの多くは、大規模なフランスの入植地を避けて、サンジャン島に向かった。
ユトレヒト条約では、アカディアの境界線は正式には固定されておらず、これがなおも進行しつつあった英仏間の摩擦の原因となった。特にイスマス・オブ・チグネクトには、結局両国が要塞を築いた。この地域的紛争は、1760年にイギリスがヌーベルフランスを支配下においてはじめて解決するが、この紛争における英仏間の非正式な国境（ミサガス川）は、今はカナダのノバスコシアとニューブランズウィックの州境を形成している。

## 関連書籍
- Society of Colonial Wars (1897), Publications of the Society of Colonial Wars, Number 3, Boston: self-published, OCLC 5250963 Contains muster rolls and other documents concerning Massachusetts participation, as well as an official British account of the expedition.